# 南幸
南幸（みなみさいわい）は、神奈川県横浜市西区の町名。一大ターミナル駅である横浜駅の西口に面しており、市内はもとより日本国内でも有数の商業集積地となっている。終戦直後までは資材置き場などとして使われていたが、1950年代に相模鉄道主導による開発が始まってから急速に発展した。幸川を挟み、現行行政地名は南幸一丁目および南幸二丁目。住居表示実施済み区域。

## 歴史
南幸の周辺についても、一部記す。

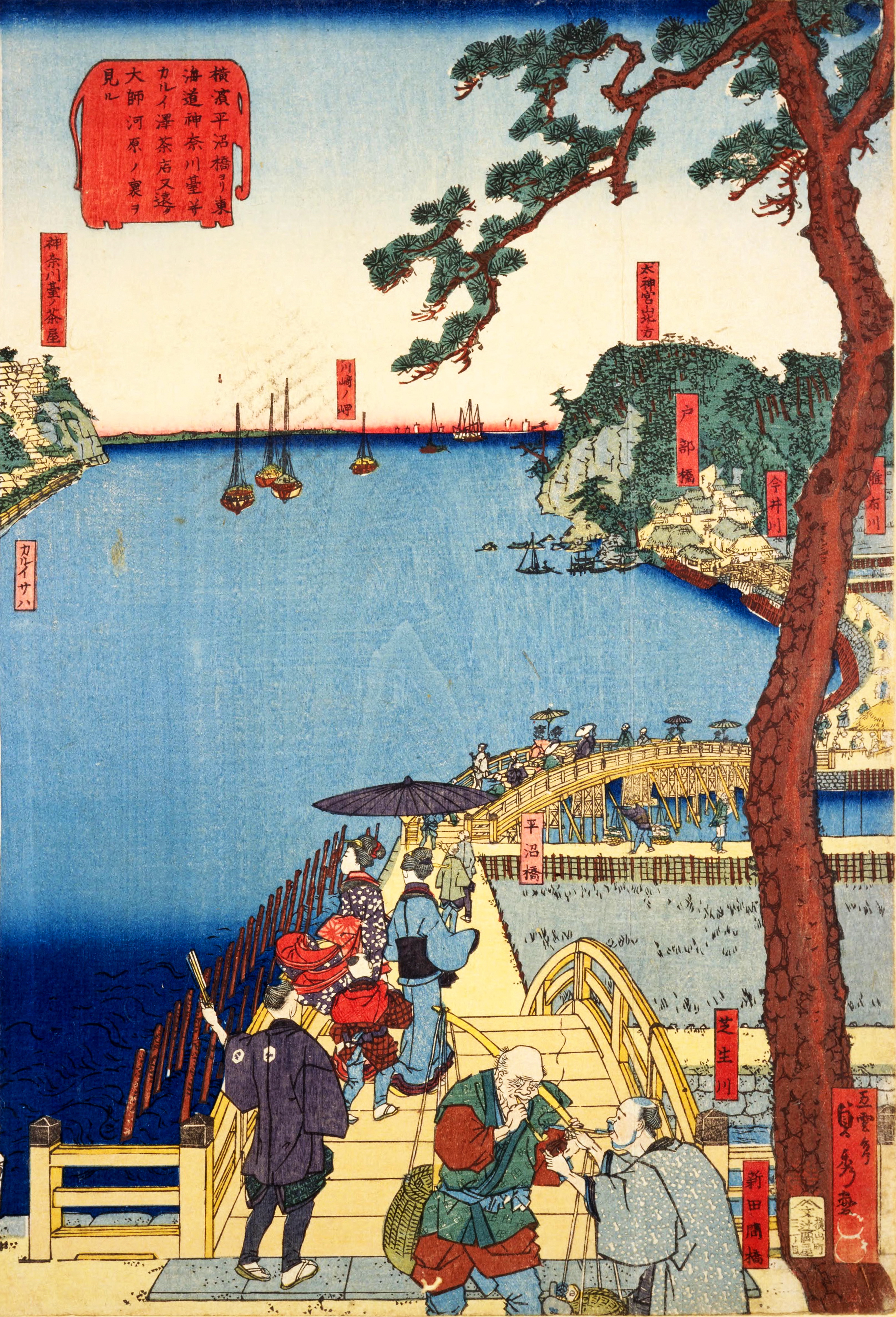
新田間橋から南東方向を描いた、江戸時代（安政7年頃）の錦絵。
海の色が濃くなっている部分が南幸、右側の水田が岡野新田。

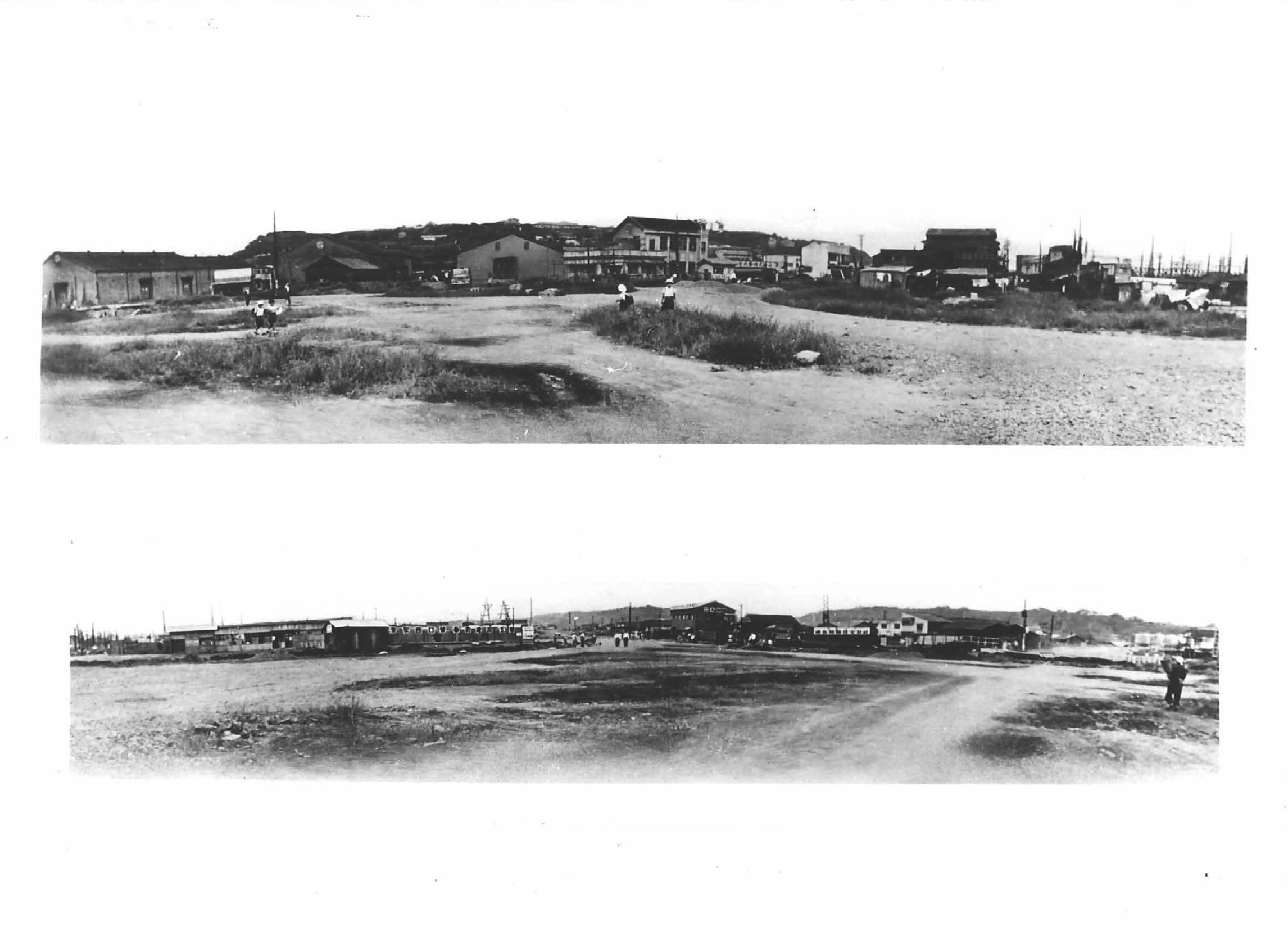
1952年頃の横浜駅西口全景（現在の南幸1丁目）

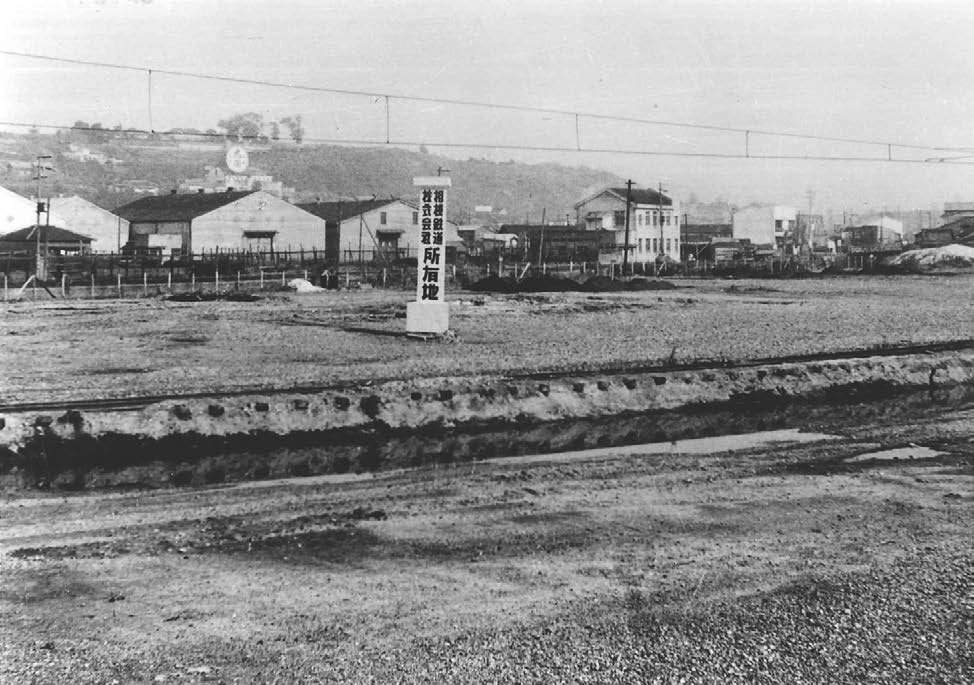
相模鉄道がスタンダード石油から買収した土地

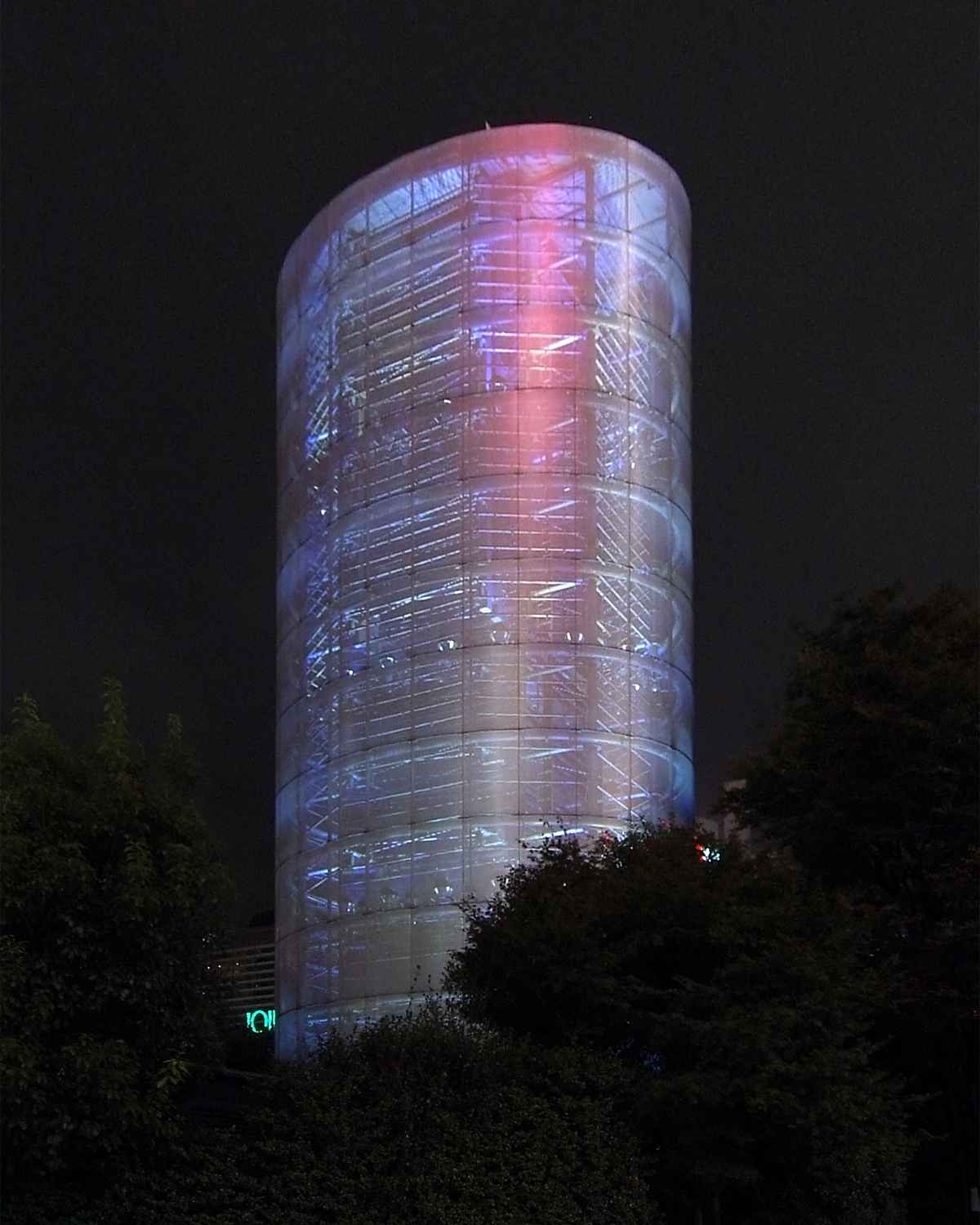
風の塔

- 1707年（宝永4年） -  宝永大噴火により富士山の火山灰が関東平野にも降り注ぐ。この火山灰が帷子川の河口に滞積し、袖ケ浦と呼ばれていた入り江が遠浅になる。
- 1850年（嘉永3年） - 岡野新田（現：岡野一丁目・二丁目）の埋め立てが完了し、陸になる[10]。
- 1859年（安政5年） - 岡野新田の海沿いに横浜道（現：新横浜通り、神奈川県道13号横浜生田線）が整備され、東海道と横浜港が結ばれる。
- 1869年（明治2年） - 高島嘉右衛門により、線路・国道1号線の部分（現在の高島2丁目の一部）の埋め立てが完了。
- 1872年（明治5年）9月12日 - 新橋（汐留駅）－横浜（桜木町駅）に、日本初の鉄道路線が開通。
- 1895年（明治28年） - 茂木六兵衛らにより入り江の内側（通称・平沼）の埋立を開始。
- 1907年（明治40年） - スタンダード石油が油槽所を開設。
- 1913年（大正2年）6月5日 - 埋め立てが完了して青木町に編入され、青木町字南幸町と命名される。
- 1915年（大正4年）8月15日 - 鉄道省により、東口に3代目横浜駅が設置される。
- 1923年（大正12年） - 関東大震災によりスタンダード石油油槽所が倒壊し、大火災が発生。周辺住民により再建反対運動が起き、油槽所は鶴見区大黒町に移転。
- 1928年（昭和3年）5月18日 - 東京横浜電鉄（現：東急電鉄東急東横線）が高島駅（現：高島町駅）まで延伸し、途中駅として横浜駅を開設。
- 1932年（昭和7年）1月1日 - 青木町の一部を分離し、南幸町を新設。横浜市神奈川区南幸町となる[5]。
- 1933年（昭和8年）12月27日 - 神中鉄道（現：相模鉄道）が横浜駅まで延伸し、駅を開設。
- 太平洋戦争中 - スタンダード石油所有地が敵性財産として接収される。
- 1943年（昭和18年）12月1日 - 中区へ編入。横浜市中区南幸町となる[11]。
- 1944年（昭和19年）4月1日 - 西区の新設に伴い、中区から分区。横浜市西区南幸町となる[12]。
- 1945年（昭和20年） - 終戦。GHQの資材置き場として接収される。
- 1952年（昭和27年）11月28日 - 相模鉄道、スタンダード石油より西口広場の土地を購入。
- 1955年（昭和30年）10月27日 - 西口駅前に、ローラースケート場が開業。
- 1956年（昭和31年）4月2日 - 横浜駅名店街・高島屋ストア営業開始。
- 1957年（昭和32年）
  - 横浜市、西口広場・道路の整備を完了。
  - 9月21日 - 相鉄文化会館が開業。
- 1958年（昭和33年）4月16日 - 横浜高島屋、仮店舗で営業開始（高島屋ストア跡地）。
- 1959年（昭和34年）10月1日 - 横浜高島屋、本設店舗（相鉄会館）で営業開始。
- 1961年（昭和36年）12月12日 - 相模鉄道本社（相鉄ビル、現：横浜ベイシェラトン ホテル&タワーズ）が竣工。
- 1962年（昭和37年）
  - 2月28日 - 横浜東急ホテル（後の横浜エクセルホテル東急）開業。
  - 11月23日 - 国鉄の西口駅ビル 横浜ステーションビル（後の横浜シァル）開業。
- 1963年（昭和38年）3月18日 - 横浜駅西口振興協議会が発足。
- 1964年（昭和39年）12月1日 - ダイヤモンド地下街（現在は相鉄ジョイナスの一部）・横浜駅西口地下駐車場が開業。
- 1965年（昭和40年）7月1日 - 住居表示実施し、南幸一丁目と二丁目を新設。南幸町は廃止[6]。ダイヤモンド地下街（旧：北幸町1丁目6番地）を、南幸一丁目に編入。
- 1968年（昭和43年）
  - 権田金属工業の工場跡地に、サンコー横浜店（後のダイエー横浜西口店）が開店。
  - 11月3日 - 横浜岡田屋（現：横浜岡田屋モアーズ）が開店。
- 1971年（昭和46年）
  - 3月5日 - 相鉄ムービル（初代）が開業（北幸1丁目 相鉄ビルの隣、現：横浜ベイシェラトン ホテル&タワーズ）。
  - 8月1日 - 相模鉄道の2代目駅舎が、相鉄ジョイナスに先行して開業。
- 1972年（昭和47年）4月5日 - ダイエー横浜ショッパーズプラザ（後のダイエー横浜西口店）が開店。
- 1973年（昭和48年）
  - 11月20日 - 横浜駅名品街・相鉄文化会館の跡地に、相模鉄道の駅ビル 相鉄ジョイナス（新相鉄ビル）が開業。
  - 11月23日 - 北幸1丁目に、三越横浜店（岩崎学園ビル）が開店。
- 1976年（昭和51年）9月4日 - 横浜市営地下鉄（現：横浜市営地下鉄ブルーライン）横浜駅が開業。
- 1978年（昭和53年）10月6日 - ニチイ横浜ショッピングデパート（現：横浜ビブレ）が開業。
- 1979年（昭和54年）
  - 9月4日 - 第1回ヨコハマカーニバル開催（2009年終了）。
  - 12月1日 - 西口第二バスターミナル使用開始。
- 1981年（昭和56年）1月29日 - 横浜駅西口周辺地区整備議会が発足。
- 1982年（昭和57年）11月26日 - 横浜ステーションビルが、シァルに改称。
- 1985年（昭和60年）4月 - 横浜ビブレが開業。
- 1986年（昭和61年） - 横浜駅西口誕生30周年を記念し、西口駅前バスのりばに風の塔を設置（設計は伊東豊雄、ダイヤモンド地下街の換気塔を改装）[13]。
- 1988年（昭和63年）
  - 7月19日 - 相鉄本社ビル（北幸2丁目）が完成。
  - 11月12日 - 相鉄ムービル、北幸1丁目から南幸2丁目に移転。
- 1990年（平成2年）
  - 東急ハンズ横浜店が開店。
  - 10月19日 - 神奈川区鶴屋町に、相鉄高速バスセンターが開業（2008年9月2日廃止）。
- 1998年（平成10年）9月24日 - 相鉄ビル・旧：相鉄ムービル跡地に、横浜ベイシェラトン ホテル&タワーズが開業。
- 2000年 - アリック日進横浜駅西口本店（現：ドン・キホーテ横浜西口店）が閉店。
- 2004年（平成16年）
  - 1月31日 - 東急電鉄東急東横線横浜駅が、地上から地下5階（JR横須賀線プラットフォーム・東急東横線 旧プラットフォーム直下）[14]に移転。同日開業の横浜高速鉄道みなとみらい線と相互直通運転を開始。
  - 10月9日 - 台風22号により帷子川が氾濫し、みなみ西口の横断歩道付近・地下駐車場・ダイヤモンド地下街の飲食店街付近が一部浸水[15]。
- 2005年（平成17年）
  - 5月5日 - 三越横浜店が閉店。
  - 11月18日 - 三越横浜店跡に、ヨドバシカメラ マルチメディア横浜が開店。
- 2006年（平成18年）6月1日 - 東急レクリエーション、相鉄ローゼンより相鉄ムービルを譲受。ムービルに名称変更。
- 2011年（平成23年）
  - 3月11日 - 東日本大震災が発災し、ダイエー横浜西口店周辺の歩道などが隆起する被害を受ける[16]。
  - 3月27日 - 横浜シァルが閉店。
- 2014年（平成26年）8月9日 - 第1回横浜西口夏まつりを開催。
- 2016年（平成29年）4月 - 一般社団法人横浜西口エリアマネジメントが発足。
- 2019年（平成31年）2月11日 - ダイエー横浜西口店が閉店。
- 2020年（令和2年）6月18日 - JR横浜タワーが開業。
- 2022年（令和4年） - 南幸一丁目・南幸二丁目が暴力団排除特別強化地域に指定。飲食店などが暴力団員に対しみかじめ料を支払うことや用心棒の依頼をすることが禁止された[17]。
- 2023年（令和5年）10月27日  - ダイエー横浜西口店跡地に、CeeU Yokohamaが開店（12月15日に全館新装開店）。

## 世帯数と人口
2025年（令和7年）6月30日現在（横浜市発表）の世帯数と人口は以下の通りである。なお、一丁目は秘匿のため省略。
| 丁目       | 世帯数  | 人口  |
| ---------- | ------- | ----- |
| 南幸二丁目 | 292世帯 | 406人 |

### 人口の変遷
国勢調査による人口の推移。
| 年                 | 人口 |
| ------------------ | ---- |
| 1995年（平成7年）  | 687  |
| 2000年（平成12年） | 743  |
| 2005年（平成17年） | 731  |
| 2010年（平成22年） | 542  |
| 2015年（平成27年） | 446  |
| 2020年（令和2年）  | 357  |

### 世帯数の変遷
国勢調査による世帯数の推移。
| 年                 | 世帯数 |
| ------------------ | ------ |
| 1995年（平成7年）  | 322    |
| 2000年（平成12年） | 410    |
| 2005年（平成17年） | 453    |
| 2010年（平成22年） | 339    |
| 2015年（平成27年） | 277    |
| 2020年（令和2年）  | 232    |

## 学区
市立小・中学校に通う場合、学区は以下の通りとなる（2024年11月時点）。
| 丁目       | 番地 | 小学校             | 中学校               |
| ---------- | ---- | ------------------ | -------------------- |
| 南幸一丁目 | 全域 | 横浜市立宮谷小学校 | 横浜市立軽井沢中学校 |
| 南幸二丁目 | 全域 | 横浜市立宮谷小学校 | 横浜市立軽井沢中学校 |

## 事業所
2021年現在の経済センサス調査による事業所数と従業員数は以下の通りである。
| 丁目       | 事業所数    | 従業員数 |
| ---------- | ----------- | -------- |
| 南幸一丁目 | 727事業所   | 12,189人 |
| 南幸二丁目 | 550事業所   | 7,325人  |
| 計         | 1,277事業所 | 19,514人 |

### 事業者数の変遷
経済センサスによる事業所数の推移。
| 年                 | 事業者数 |
| ------------------ | -------- |
| 2016年（平成28年） | 1,337    |
| 2021年（令和3年）  | 1,277    |

### 従業員数の変遷
経済センサスによる従業員数の推移。
| 年                 | 従業員数 |
| ------------------ | -------- |
| 2016年（平成28年） | 19,881   |
| 2021年（令和3年）  | 19,514   |

## 施設

### 一丁目
大型店が林立する県内随一の繁華街であり、横浜駅も南幸一丁目に所在する（ただし、JRと京急の横浜駅は西区高島）。また、横浜駅西口五番街もこの地域に含まれる。路線価の公示ではここ数年、南幸一丁目の西口バスターミナル前が県内最高値を示している。
主な商業施設等
- JR横浜タワー
- 相鉄ジョイナス
- 横浜髙島屋
- 岡田屋モアーズ
- 横浜駅（東急・みなとみらい線・相鉄・横浜市営地下鉄）
- 横浜駅西口バスターミナル、横浜駅西口第2バスターミナル、横浜駅西口第3バスターミナル

### 二丁目
新田間川・幸川・帷子川と新横浜通りに囲まれた一角。家電量販店や映画館、ファッションビル、アニメ・同人ショップ、専門学校など多様な業種の店舗が集まる。
主な商業施設等
- 横浜ビブレ
- CeeU Yokohama（旧：ダイエー横浜西口店）
- ムービル
- 相鉄本多劇場
- ビックカメラ横浜西口店
- ラウンドワン
- ドン・キホーテ（旧：アリック日進横浜駅西口本店）
- 横浜国際ホテル
- ゲーマーズ
- メロンブックス
- コミックとらのあな
- 河合塾
- 横浜歯科技術専門学校

## その他

### 日本郵便
- 郵便番号：220-0005[3]（集配局：神奈川郵便局[27]）

### 警察
町内の警察の管轄区域は以下の通りである。
| 丁目       | 番・番地等 | 警察署     | 交番・駐在所                          |
| ---------- | ---------- | ---------- | ------------------------------------- |
| 南幸一丁目 | 全域       | 戸部警察署 | 横浜駅相鉄口交番 横浜駅西口警備派出所 |
| 南幸二丁目 | 全域       | 戸部警察署 | 横浜駅相鉄口交番 横浜駅西口警備派出所 |